# Prumna halrasana
Prumna halrasana är en insektsart som först beskrevs av Lee, H.S. och C.E. Lee 1984.  Prumna halrasana ingår i släktet Prumna och familjen gräshoppor. Inga underarter finns listade i Catalogue of Life.